# فیلیپ بونیگ
فیلیپ بونیگ (انگلیسی: Philipp Bönig؛ زادهٔ ۲۰ مارس ۱۹۸۰) بازیکن فوتبال اهل آلمان است.
از باشگاه‌هایی که در آن بازی کرده‌است می‌توان به باشگاه فوتبال بایرن مونیخ ۲، باشگاه فوتبال فرنتس‌واروش، باشگاه فوتبال بوخوم، باشگاه فوتبال بایرن مونیخ، و باشگاه فوتبال دویسبورگ اشاره کرد.
وی همچنین در تیم ملی فوتبال Germany B بازی کرده‌است.